# 오십천대교
오십천대교(五十川大橋)는 대한민국의 경상북도 영덕군 영덕읍 연결하는 오십천의 다리이다. 국도 제7호선과 아시안 하이웨이 6호선(동해대로)의 일부 구간이기도 하다.

## 역사
- 2005년 : 왕복 4차선 우회 도로 개통으로 인해 오십천대교 준공.